# کورتیس ایکس‌پی-۲۲ هاوک
کورتیس ایکس‌پی-۲۲ هاوک (به انگلیسی: Curtiss_XP-22_Hawk) یک هواگرد ملخ‌پیشین تک‌موتوره از نوع اثبات‌گر فناوری ساخت شرکت Curtiss Aeroplane and Motor Company است. در مجموع، تعداد ۱ فروند از این هواگرد ساخته شده‌است.